# ロクサナ・サベリ

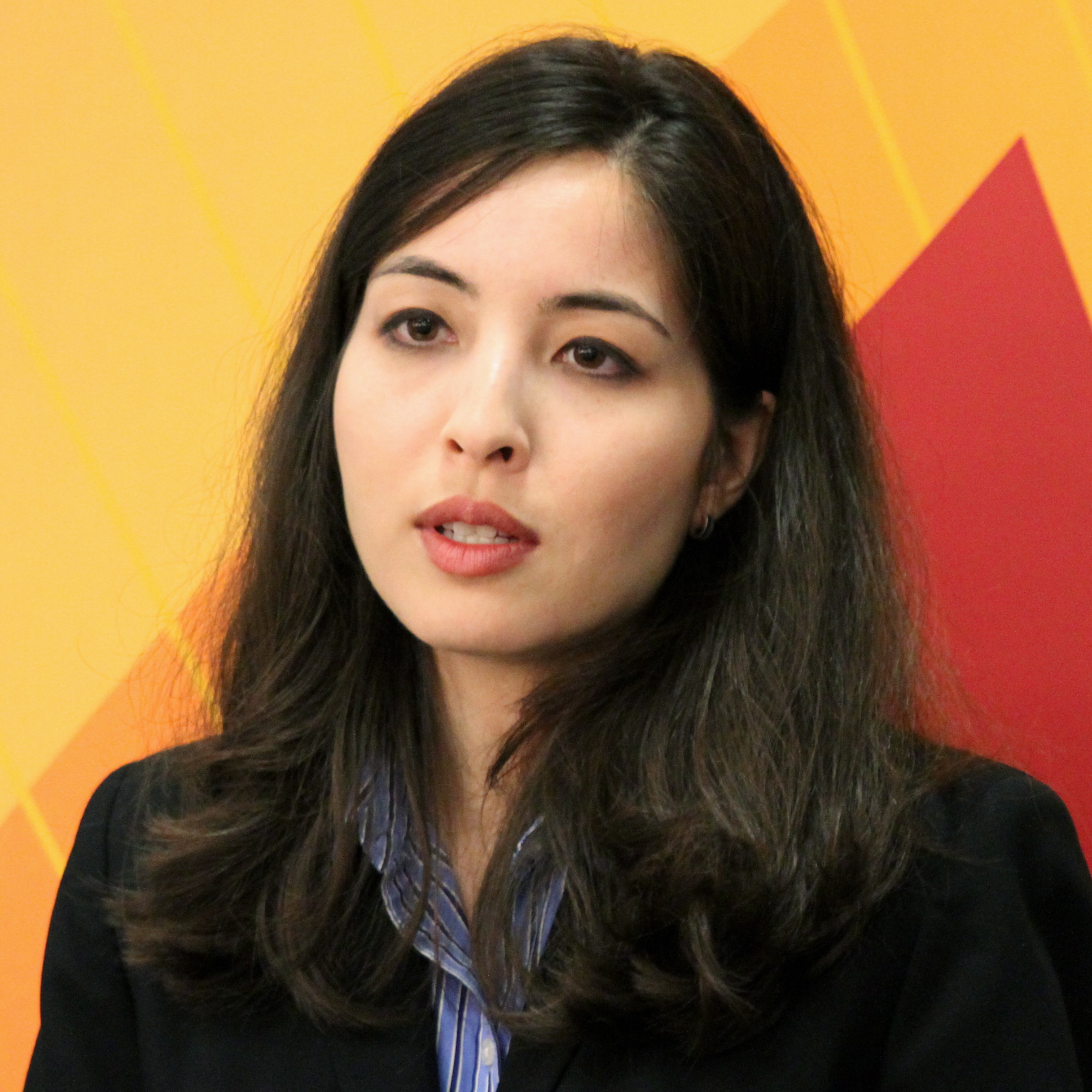
ロクサナ・サベリ

ロクサナ・サベリ（1977年4月26日 - 、英語:Roxana Saberi、ペルシャ語:رکسانا صابری）はアメリカ合衆国のジャーナリスト。日系アメリカ人とイラン系アメリカ人の家系の出身である。
彼女はイランで2009年の2月に拘束された。彼女はワインを瓶で買っており、これがイスラム法で禁止されていた 。また、2006年に無効にされて以来、報道信用証明書なしに報道を行っていた。彼女はこの2件の罪で告訴された。2009年の4月8日にはイラン政府は彼女をスパイ容疑で再度告訴しており、彼女はその後、判決で8年の懲役を求められた。
彼女の苦境はアムネスティー・インターナショナル、ヒューマン・ライツ・ウォッチ、米亜報道協会、ジャーナリスト保護委員会、職業報道記者協会、非白人ジャーナリスト組織
などが見守っている。

## 経歴

### 前歴
サベリはノースダコタ州ファーゴで生まれ育った。彼女の父はイラン生まれのイラン系アメリカ人であり、母は日本から来た日系アメリカ人であった。1994年にファーゴ北高校を優等なる成績で卒業した。彼女はピアノ、サッカーをたしなんでおり、キークラブやダンスラインに参加していた彼女は2007年に学校の栄誉の殿堂に入れられている。
また、彼女は1997年にコミュニケーション学とフランス語の学位を取ってコンコーディア大学を卒業した。彼女は1994年と1996年のシーズンに友達とサッカーチームで試合を行っている。
1997年にはミス・ノースダコタに選ばれ、1998年には学校での裁定に勝利してミスアメリカの決勝に進出した10人のうち1人であった。
彼女は最初にノースウェスタン大学から広域ジャーナリズムの修士の称号を得て、次に、ケンブリッジ大学から国際関係の修士の称号を得ている。彼女は逮捕された当時イラン研究と国際関係の修士を得ようと励んでいた。

### 仕事
サベリはフリーランスのジャーナリストとして働いており、イランには2003年に入国した。彼女は2003年の2月にテヘランに到着し、独立した放送ニュース機関Feature Story News（FSN）のために十分に正式認可を受けたニュース事務所を開設した。FNSは彼女の報道を、世界中の広範に放送し、彼女のニュースはすぐに亜州新聞台、南アフリカ放送協会、DWラジオ、バチカンラジオ、ラジオ・ニュージーランド、オーストラリア独立ラジオニュースなどの視聴者にとってなじみのあるものになった。彼女は時折PBS、NPR、FOXニュースなどの放送局にも貢献した。2003年の6月、説明なしに、イランの当局は彼女の報道認可を取り消し、FSN事務所を閉鎖した。その後、彼女はにBBCの下で自由契約で働くことを許可する2枚目の報道許可書を発行した。イラン当局は2006年の暮れにこれも有無を言わせず剥奪した。彼女は本の調査のためイランに残り、NPRやABCラジオのために時折報告を送った。

## スパイ容疑での告訴
サベリの父は彼女の声を最後に聞いたのは2月10日のことだと主張しており、彼女はそのときこれから10日間の間も拘置が続けられると報告した。サベリはイランとアメリカの両方で市民権を持っていたが、イランの当局は二重の市民権を認めていなかった。しかし、彼女を彼らの市民の一人として扱うであろうと信じられていた。
サベリは2009年2月にスパイ行為の罪で逮捕された 。彼女は3月2日に2006年に取り消されて以来、報道許可証なしに報道行為を行ったことで告発された。
3月13日、幾つかの報道組織が公開質問状をイラン政府に送り、サベリとの独立した接触を許可するように呼びかけた。この質問状に署名したのはNPR、ABCの社長Vivian Schiller、ウォール・ストリート・ジャーナルの編集局長David Westin、FOXニュースのJohn Stack、BBCの世界編集者をしているJon Williamsである。この公開質問状はサベリへの福祉状態や、「彼女の権利の剥奪」を心配している。
| 「 | 私たちは現在責任とジュネーブ条約で同意された権利を持った一つ以上の国際機関がロクサナ氏に速やかに拘束状態である彼女の健康状態を整え、健康と、福祉を確実にするように願います。また、告訴が我々に報告されたいのなら、私たちは彼女の即急な開放を要請し、彼女をアメリカへ帰還することを許可されるべきと要求します。 | 」 |

長期監禁状態の1カ月後の3月13日、家族の弁護士はサベリと会うことを許可され、彼女は家族への電話を許された。監禁47日目の3月18日にはサベリ一家はイランの最高指導者Ayatollah Ali Khameneiにノウルーズの休日の前に干渉するために電話を行った。アメリカの政権広報はサベリの拘禁状態を心配し、彼女には"申し開きをする理由がない"とし免責の申し立てをさせることに反対しており、国務長官ヒラリー・クリントンは彼女の解放を要求している。4月6日には彼女の両親は彼女の拘禁される悪名高いEvin Prisonでサベリに30分の面会を許された。
4月8日、イランの政府はサベリをスパイ行為の容疑で起訴し、イラン学生ニュース機関は裁判を引用して、イランの検察当局の副局長が彼女はスパイ活動の嫌疑を「受け入れた」と言ったと報道した。4月18日、裁判の5日後に彼女の弁護士を勤めたAbdolsamad Khorramshahiはロイター通信に「サベリは懲役8年の判決を下された」「私は確実に上告する」と述べている。
現在アメリカとイランに国交がないため、スイスがイランへのアメリカの要求を表している。国務省のスポークスマンのRobert Woodはイランのイスラム革命法廷の司法制度の透明度への質問とスイスの代表者がサベリの裁判中入廷を許可されなかったことに対する説明を求めている。
2009年の4月19日、イランのマフムード・アフマディネジャド大統領はサベリには彼女自身を守るための法的な権利を持たなければならないと強調した。彼は検察官に以下のような書簡を送っている。「個人的に経過を見たが、被告人がすべての法的権利が許され、自由で自らを守り、また、彼らの権利が微塵も侵されないようにすることを保証してほしい」。
4月21日にノーベル平和賞の受賞者シーリーン・エバーディーの人権保護組織によって、彼女の上告の間、彼らがサベリの人権を守ると報告している。2009年4月21日、著名なイラン人映画監督であるサベリの婚約者バフマン・ゴバディはロクサナの無実を強調し、彼女を知る人が彼女を擁護するために法廷に入れるように要請する公開状を発表した。

## イラン政府にとっての即急な有罪判決の利点
異なった出版社による個々のニュース分析によってイラン政府が彼女に即急に有罪判決を出す2つの利点を暗示している。
彼女は2007年にイラクでアメリカ政府が拘束した3人のイラン人役人を解放させるための交渉カードとして使えること。イランは元FBIの機密保持エージェントロバート・レヴィンソンをこのような交渉の担保として備えていると疑われる。
イラン政府強硬派がオバマ大統領の努力の矛先をテヘランに向けるようにしている。イランの大統領マフムード・アフマディーネジャードの動きは彼女が抗告招集された際、サベリへのより徹底した防衛を提示しており、この動機を疑わせる。しかしニューヨーク・タイムズの2009年4月29日の分析では、この対立は強硬派と穏健派の間になく、強硬派の中に起きているとされる。この記事は強硬派が政府の監視下にない63の港を持っており、アメリカが経済制裁を解くのであれば資金の喪失に耐えることを確信している。これは和解に反対する金銭的動機になっている。

## 懲役の状態
2009年4月25日、BBCの報道によると、娘から彼女が5日間ハンガーストライキを行っているとの手紙を受けたとロクスナの父は証言している。
2009年4月20日のニューヨーク・タイムズの記事はイランで似たような状況で投獄されたジャーナリストや活動家にRoozbeh MirebrahimiやAli Shakeriがいることを記している。

## 釈放
2009年、5月11日、控訴審では懲役8年の刑が否定され、2年間の執行猶予付きの判決を受けて釈放された。

## 参照・脚注
1. 1 2  “Daughter Now Suicidal  Iran”. 2009年3月24日閲覧。
2. 1 2  “American Journalist Arrested In Iran”. 2009年3月1日閲覧。
3. 1 2  “Iran Charges Detained American Reporter With Espionage  Iran”. 2009年4月8日閲覧。
4. 1 2  Nazila Fathi (2009年4月18日). “American Journalist Stands Trial in Iran”.   New York Times. 2009年4月18日閲覧。
5. 1 2  “Iran jails journalist as US spy”.   BBC News (2009年4月18日). 2009年4月18日閲覧。
6. 1 2 3  “Iran jails U.S.-Iranian reporter for 8 years”.  Washington Post (2009年4月18日). 2009年4月18日閲覧。
7. ↑  “Iran: Possible prisoner of conscience: Roxana Saberi (f)”.  Amnesty International (2009年3月16日). 2009年4月9日閲覧。
8. ↑  “Iran: Illegal Detention of Iranian-American Journalist”.  Human Rights Watch website (2009年3月13日). 2009年4月9日閲覧。
9. ↑  “AAJA Calls for Release of Journalist Detained in Iran” (2009年3月4日). 2009年4月9日閲覧。
10. ↑  “Saberi, Roxana”.  Committee to Protect Journalists. 2009年4月18日閲覧。
11. ↑  “UNITY Calls for Immediate Release of Journalist Roxana Saberi”.   UNITY website. 2009年4月9日閲覧。
12. 1 2 3 4  。“2007 Hall of Fame”.   Fargo North High School. 2009年4月18日閲覧。
13. 1 2  “Roxana Saberi”.   Concordia College. 2009年4月18日閲覧。
14. ↑  “Iran confirms reporter detention”.   BBC News (2009年3月3日). 2009年4月18日閲覧。
15. 1 2  “Iran 'holds unlicensed' reporter”.   BBC News (2009年3月2日). 2009年4月18日閲覧。
16. ↑  “MAJOR WORLDWIDE NEWS ORGANIZATIONS PRESS FOR INFORMATION REGARDING AMERICAN JOURNALIST ROXANA SABERI BEING HELD IN IRAN”.  NPR (2009年3月13日). 2009年4月18日閲覧。
17. ↑  “Broadcasters urge Saberi access”.   BBC News (2009年3月13日). 2009年4月18日閲覧。
18. ↑  Henry Newman and Coco Ferguson (2009年3月25日). “Iran must free Roxana Saberi”.  The Guardian. 2009年4月18日閲覧。
19. ↑  “Clinton concern for Iran reporter”.   BBC News (2009年4月8日). 2009年4月18日閲覧。
20. ↑  “Parents visit captive journalist”.   BBC News (2009年4月6日). 2009年4月18日閲覧。
21. ↑  “ISNA: "Saberi "accepted" accusation of espionage”.   Reuters (2009年4月18日). 2009年4月22日時点のオリジナルよりアーカイブ。2009年4月18日閲覧。
22. ↑  “Iran sentences US reporter to 8 years in jail”.  The Times of India (2009年4月18日). 2009年4月18日閲覧。
23. ↑  Thomas Erdbrink, "Iranian Nobel Winner to Defend U.S. Journalist", The Washington Post (April 21, 2009), available online at https://www.washingtonpost.com/wp-dyn/content/article/2009/04/20/AR2009042003232.html?hpid=topnews
24. ↑  http://www.iranhumanrights.org/2009/04/ghobadiletter/
25. ↑  "Editorial: Roxana Saberi", New York Times, April 17, 2009
26. ↑  "Trial of Iranian American journalist over, officials say", by Borzou Daragahi, April 15, 2009 Los Angeles Times
27. ↑  "Iran Careful in Response to US Criticism of Saberi Case", by Edward Yeranian, April 20, 2009, Voice of America
28. ↑  "Iran president urges full defense for US reporter", by NASSER KARIMI, Associated Press, April 20, 2009
29. ↑  "Iran’s Power Struggle", by Muhammad Sahimi, New York Times, April 29, 2009
30. ↑  [http://news.bbc.co.uk/2/hi/middle_east/8018193.stm "Saberi 'on hunger strike' in Iran", April 25, 2009, BBC
31. ↑  "Behind Bars in Iran", April 20, 2009, New York Times